# Цзоганг
29°40′26″ пн. ш. 97°50′24″ сх. д. / 29.67398° пн. ш. 97.83992° сх. д.
Цзоганг (кит. 左贡县, пін. Zuŏgòng Xiàn, трансліт. Zogang) — один із повітів КНР у складі префектури Чамдо, Тибетський автономний район. Адміністративний центр — містечко Ванда.

## Географія
Цзоганг лежить на півдні регіону Кхам у верхній течії Салуїну.

### Клімат
Повіт знаходиться у зоні, котра характеризується континентальним субарктичним кліматом. Найтепліший місяць — липень із середньою температурою 13,2 °C. Найхолодніший місяць — січень, із середньою температурою -4,9 °С.
| Клімат повіту Цзоганг   | Клімат повіту Цзоганг | Клімат повіту Цзоганг | Клімат повіту Цзоганг | Клімат повіту Цзоганг | Клімат повіту Цзоганг | Клімат повіту Цзоганг | Клімат повіту Цзоганг | Клімат повіту Цзоганг | Клімат повіту Цзоганг | Клімат повіту Цзоганг | Клімат повіту Цзоганг | Клімат повіту Цзоганг | Клімат повіту Цзоганг |
| Показник                | Січ.                  | Лют.                  | Бер.                  | Квіт.                 | Трав.                 | Черв.                 | Лип.                  | Серп.                 | Вер.                  | Жовт.                 | Лист.                 | Груд.                 | Рік                   |
| Середній максимум, °C   | 4,6                   | 5,8                   | 8,9                   | 12,2                  | 16,7                  | 20,3                  | 20,1                  | 19,3                  | 17,8                  | 14,1                  | 8,9                   | 5,3                   | 12,8                  |
| Середня температура, °C | −4,9                  | −2,8                  | 1                     | 4,5                   | 8,9                   | 13,1                  | 13,2                  | 12,3                  | 10,5                  | 5,9                   | −0,4                  | −4,6                  | 4,7                   |
| Середній мінімум, °C    | −12,6                 | −10,1                 | −5,3                  | −1,4                  | 2,6                   | 7,5                   | 8,4                   | 7,7                   | 6,4                   | 0                     | −7,2                  | −12                   | −1,3                  |
| Норма опадів, мм        | 0.9                   | 2.5                   | 8.4                   | 16.6                  | 26.6                  | 56.3                  | 129.4                 | 123.7                 | 68.3                  | 16.9                  | 5                     | 1.2                   | 455.8                 |
| Вологість повітря, %    | 45                    | 45                    | 46                    | 50                    | 52                    | 56                    | 67                    | 71                    | 67                    | 58                    | 51                    | 49                    | 54.8                  |
| ----------------------- | --------------------- | --------------------- | --------------------- | --------------------- | --------------------- | --------------------- | --------------------- | --------------------- | --------------------- | --------------------- | --------------------- | --------------------- | --------------------- |
| Джерело: data.cma.cn    |                       |                       |                       |                       |                       |                       |                       |                       |                       |                       |                       |                       |                       |